# Vrijburg (Voorburg)
De buitenplaats Vrijburg of Huis van Quarles was gelegen in de Nederlandse plaats Voorburg, provincie Zuid-Holland. Het oorspronkelijk 17e-eeuwse herenhuis is rond 1800 afgebroken. 

## Naamgeving
Hoewel de buitenplaats al bestond sinds het begin van de 17e eeuw, dook de naam Vrijburg pas voor het eerst op in 1730. Het is aannemelijk dat deze naam is bedacht door de toenmalige eigenaren Pieter Quarles en zijn vrouw Cornelia: de naam Vrijburg verwijst naar een rustige plek waar zij konden ontsnappen aan het drukke, werkzame leven in de stad.
De bijnaam Huis van Quarles verwijst naar deze 18e-eeuwse eigenaren.

## Geschiedenis
Vrijburg is waarschijnlijk in 1621 gebouwd. De vermoedelijke bouwheer was Adriaen van der Myl, secretaris van prins Maurits. Zijn weduwe Agneta van Couckelberch verkocht de buitenplaats in 1646 in twee aparte delen, die later de namen Vrijburg en Vliënburg zouden krijgen. Van 1646 tot 1650 was het gedeelte waarop het huis Vrijburg stond, in eigendom van François de Cupijff de la Berandière, een Waalse prediker. Mogelijk liet hij de trapgevels en hoekpaviljoens toevoegen. Hij verkocht het huis aan de diplomaat Cornelis Haga.
De erfgenamen van Haga verkochten in 1656 de buitenplaats aan Jacobus Rijckaert, die het weer naliet aan zijn zoon Jacob Andries. Deze bleef ongehuwd, waardoor de buitenplaats na zijn overlijden in 1712 overging naar zijn zus Margaretha Rijckaert. Zij overleed in 1722 en liet de buitenplaats na aan achttien erfgenamen.

### Familie Quarles
Margaretha's erfgenamen verkochten het goed in 1724 aan Pieter Quarles en zijn vrouw Cornelia Splinter van Loenersloot. Pieter en Cornelia lieten vervolgens een kleine verbouwing uitvoeren aan Vrijburg. Het is aannemelijk dat zij ook de naam Vrijburg hebben bedacht. Het echtpaar kocht in 1728 de boerderij aan de noordoostzijde van het huis - deze boerderij zou hierna eveneens de naam Vrijburg dragen - en vier jaar later de hoeve Bethlehem, zodat ze in totaal 39 hectare land aan hun bezit toevoegden. Na het overlijden van Pieter in 1744 en Cornelia in 1750, kreeg zoon Willem de buitenplaats Vrijburg met de gelijknamige boerderij in eigendom; de boerderij Bethlehem ging naar zijn broer Lodewijk. Willem werd in 1751 tot baron van het Heilige Roomse Rijk verheven en zou de stamvader worden van de familie Quarles de Quarles.

### Sloop
Willem overleed in 1781, zijn vrouw Louise Henriette van Wijhe een jaar later. Hun kinderen Pieter Willem Lodewijk en Henriëtte Philippine Wilhelmina Frederique verkochten in 1785 de buitenplaats Vrijburg aan mr. Thomas Johnson. Hierna wisselde het huis nog enkele malen van eigenaar. Toen Johan van Duijfhuijs in 1800 een deel van Vrijburg verkocht, bleek het herenhuis al te zijn afgebroken. De boerderij Vrijburg hield het langer vol, maar werd in 1929 door de gemeente Voorburg aangekocht en enkele jaren later afgebroken.

## Beschrijving
Vrijburg was gebouwd langs de Broeksloot en bestond uit een dwarshuis, twee zijpaviljoens en een traptoren. Het omgrachte huis was gebouwd in Hollandse Renaissancestijl, waarbij de voorgevel zich niet richtte op de Broeksloot maar op het landschap ten zuiden van het huis.
Het dwarshuis was het hoofdgedeelte van Vrijburg en bestond uit een souterrain, een hoofdverdieping en een zolder onder een zadeldak met trapgevels aan weerszijden. Aan de voorzijde was een gedecoreerde topgevel aangebracht, aan de achterzijde een eenvoudige trapgevel. Tegen de achtergevel was een kleine aanbouw met lessenaarsdak aangebracht: dit was het secreet.
De twee zijpaviljoens staken enigszins naar voren ten opzichte van het dwarshuis. Ze werden afgedekt door schilddaken.
De traptoren bevond zich tussen het dwarshuis en het linker zijpaviljoen. Bij de traptoren was de hoofdingang van Vrijburg gesitueerd. De toren was uitgevoerd als belvédère en had een uitzichtkamer van waaruit het mogelijk moet zijn geweest om tot aan Delft te kunnen kijken.

## Schilderij
In 2016 kocht het Haags Historisch Museum een schilderij van Gerard Hoet aan. Het veilinghuis had het schilderij omschreven als een portret van de familie Hénin-Liétard, geschilderd door een Vlaamse kunstenaar. Dankzij de afbeelding van Vrijburg rechts op de achtergrond kon echter worden vastgesteld dat het om een familieportret uit 1727 ging van Pieter Quarles, Cornelia Splinter van Loenersloot en hun zonen Willem en Lodewijk. Als schilder kon Gerard Hoet worden aangewezen.

## Afbeeldingen

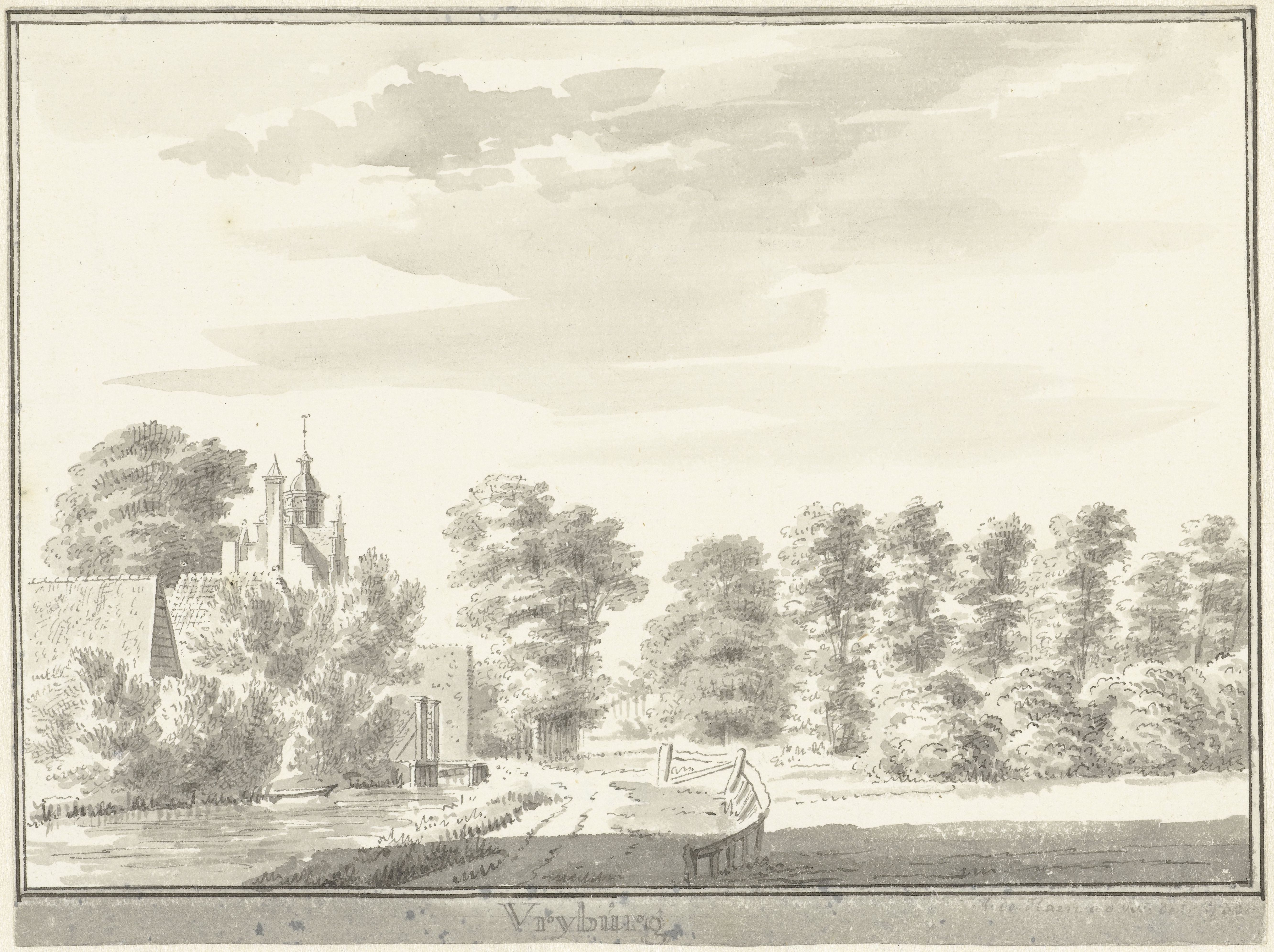
Het huis Vrijburg in 1730, door Abraham de Haen
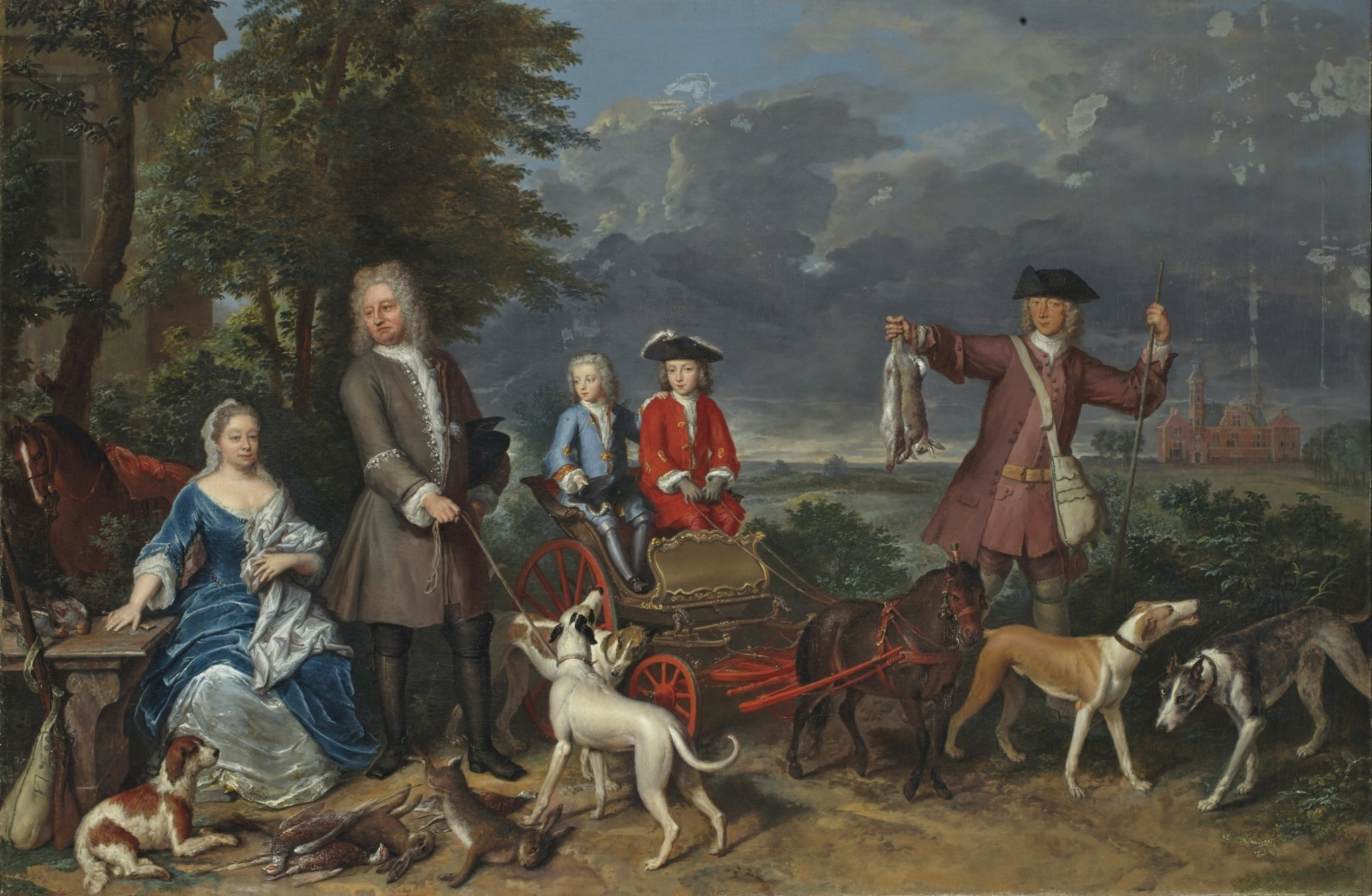
De familie Quarles, in 1727 geschilderd door Gerard Hoet. Het huis rechts op de achtergrond is Vrijburg.
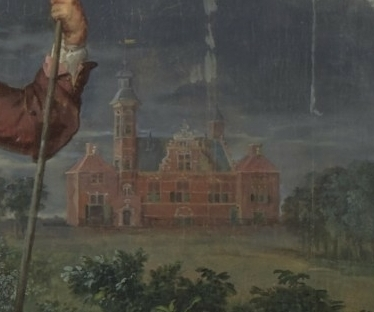
Het huis Vrijburg: detail uit het schilderij van Gerard Hoet.

Arentsburgh · Damsigt · Duivenstein · Eemwijk · Heeswijk · Hoekenburg · Hoekvliet · Hofwijck · In de Wereldt is veel Gevaer · Leeuwensteijn · De Loo · Middenburg · Middendorp · Noordervliet · Rusthof · Schoonoord · Sionslust · Vliet en Burgh · Vreugd en Rust · Vrijburg · De Werve